# 4개월, 3주... 그리고 2일
《4개월, 3주... 그리고 2일》(루마니아어: 4 luni, 3 săptămâni și 2 zile)은 2007년 개봉된 루마니아의 스릴러 드라마 영화이다. 크리스티안 문지우가 감독과 각본을 맡았으며, 낙태를 소재로 한 작품으로 당시 많은 논란의 대상이 되기도 하였다.
2007 칸 영화제 황금종려상, 2007 유럽 영화상 작품상 수상작이다.

## 줄거리
1987년, 루마니아 사회주의 공화국의 한 이름 없는 도시에 사는 대학생 오틸리아 미하르테스쿠와 가브리엘라 "가비차" 드라구츠는 기숙사의 룸메이트이다. 가비차가 임신하자 두 젊은 여성은 호텔에서 베베 씨와 만나 그가 불법 낙태를 시행하도록 주선한다. 대학 기숙사에서 가비차와 오틸리아는 그날 필요한 물품들을 검토한다. 가비차가 초조하게 앉아서 기다리는 동안, 오틸리아는 기숙사 상점에서 비누와 담배를 흥정하여 구입한다. 그 후 오틸리아는 버스를 타고 남자친구 아디를 방문하여 돈을 빌린다. 아디는 어머니의 생일이므로 그날 밤 오틸리아가 가족을 방문해달라고 부탁한다. 오틸리아는 처음에는 거절하지만, 아디가 화를 내자 마지못해 승낙한다.
오틸리아는 가비차가 방을 예약한 우니레아 호텔로 향하지만, 불친절한 접수원으로부터 가비차의 성으로는 예약이 없다는 말을 듣는다. 오틸리아는 다른 호텔인 티네레툴리로 가서 많은 애원과 흥정 끝에 비싼 가격으로 방을 예약할 수 있었다. 전화로 가비차와 통화한 후, 오틸리아는 베베를 만나기 위해 약속 장소로 간다. 베베는 가비차가 직접 자신을 만나기를 요청했지만, 약속된 호텔에 가비차가 없다는 말을 듣고 화를 낸다.
티네레툴리에서 베베는 가비차가 임신 2~3개월이라고 주장한 것이 거짓말이며, 최소 4개월이 되었다는 것을 알게 된다. 이것은 시술 절차를 변경하고 살인 혐의의 위험을 추가한다. 두 여성은 낙태 비용으로 3,000 레이를 넘지 않을 것이라고 확신했지만, 베베는 두 여성 모두 자신과 성관계를 가질 것을 예상한다는 것이 서서히 분명해진다. 필사적이고 괴로워하는 오틸리아는 베베와 성관계를 맺고, 가비차도 마찬가지로 성관계를 맺는다. 베베는 가비차의 자궁에 탐침과 이름 없는 액체를 주입하여 낙태를 시행하고, 태아가 나오면 어떻게 처리해야 할지에 대한 지시를 오틸리아에게 남긴다. 오틸리아는 가비차의 거짓말에 분통을 터뜨리지만, 계속해서 그녀를 돕고 보살핀다.
오틸리아는 아디 어머니의 생일 파티에 참석하기 위해 가비차를 티네레툴리에 남겨둔다. 그녀는 여전히 불안하지만, 주로 의사들인 아디 어머니의 친구들과 저녁 식사를 함께한다. 오틸리아와 아디는 침묵하는 동안 그들은 사소한 문제에 대해 대화한다. 아디의 부모 앞에서 오틸리아가 담배를 받자, 손님 중 한 명이

## 출연

### 주연
- 아나마리아 마린카
- 로라 바실리우
- 블라드 이바노브

### 조연
- 알렉산드루 포토신
- 아이온 사프다루
- 타니아 포파
- 도루 아나
- 유지니아 보산소누

## 기타
- 의상: 데이너 이스트레이트
- 배역: 카탈린 도디아